# Jardines Botánicos de Bogor
Los Jardines Botánicos de Bogor (Kebun Raya Bogor), es un jardín botánico de 87 hectáreas de extensión, que se encuentra en la ciudad de Bogor en Java, fue fundado por los neerlandeses de la Compañía de las Indias Orientales (VOC, por sus siglas en neerlandés para Vereenigde Oostindische Compagnie) en 1817, con la intención de reunir las plantas que los javaneses, y otras colonias, utilizaban en su uso doméstico o como medicamentos, y poder estudiarlas, para utilizarlas más tarde con fines comerciales. Con el tiempo Buitenzorg haría a Bogor un centro de promoción de la agricultura y de la horticultura en Indonesia. Es miembro del BGCI, presentando trabajos para la Agenda Internacional para la Conservación en los Jardines Botánicos, su código de reconocimiento internacional como institución botánica así como las siglas de su herbario es BO.

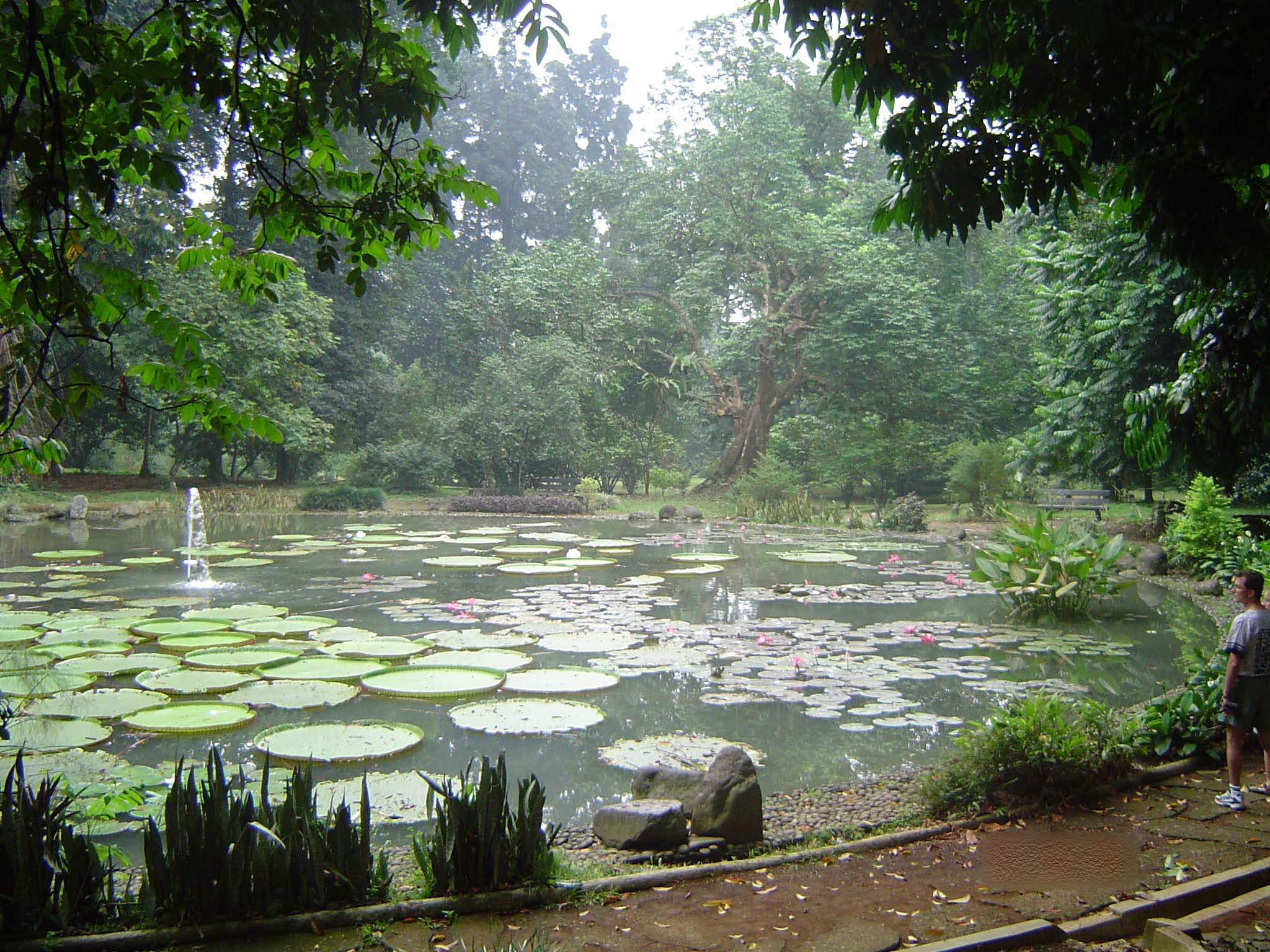
Estanque de los lirios de agua, en Buitenzorg.

## Localización
Center for Plant Conservation - kebun Raya Bogor, Jalan Ir. H. Juanda n.º 13, PO Box 309, Bogor, Java 16003 Indonesia.6°35′51″S 106°47′54″E / -6.59750, 106.79833
- Teléfono: 62 (0)251 322 187/321 657
- Promedio anual de lluvias: 4330 mm
- Altitud: 250.00 m s. n. m.

## Historia
El jardín botánico se situaba en los terrenos que rodeaban al palacio del Gobernador de Java, Sir Stamford Raffles. que lo fue de 1811 a 1816. Durante su residencia en Buitenzorg quiso dejar los alrededores del palacio como un jardín de estilo paisajista inglés. Incluso compró plantas de Kew en Londres. Y también erigió en los jardines un monumento a la memoria de su mujer, Lady Olivia Marianne, que murió en 1814, que se puede ver actualmente en los jardines. 
El fundador de "Lands Plantentuin" (Tierras de jardines con plantas), el nombre que le dieron los neerlandeses, fue Casper Georg Carl Reinwardt, un alemán que inicialmente viajó a Holanda donde estudió Ciencias Naturales especializándose en Botánica y Química. En 1817, Reinwardt cuando tenía 44 años fue designado como director en asuntos agrícolas, artes y ciencias de Java e islas circundantes. El 18 de mayo de 1817, 47 hectáreas de los terrenos que rodeaban el palacio del gobernador se establecieron como Jardín botánico y Reinwardt sería el primer director de Buitenzorg desde 1817 a 1822, durante este periodo unas 900 plantas nuevas fueron introducidas en el jardín. 

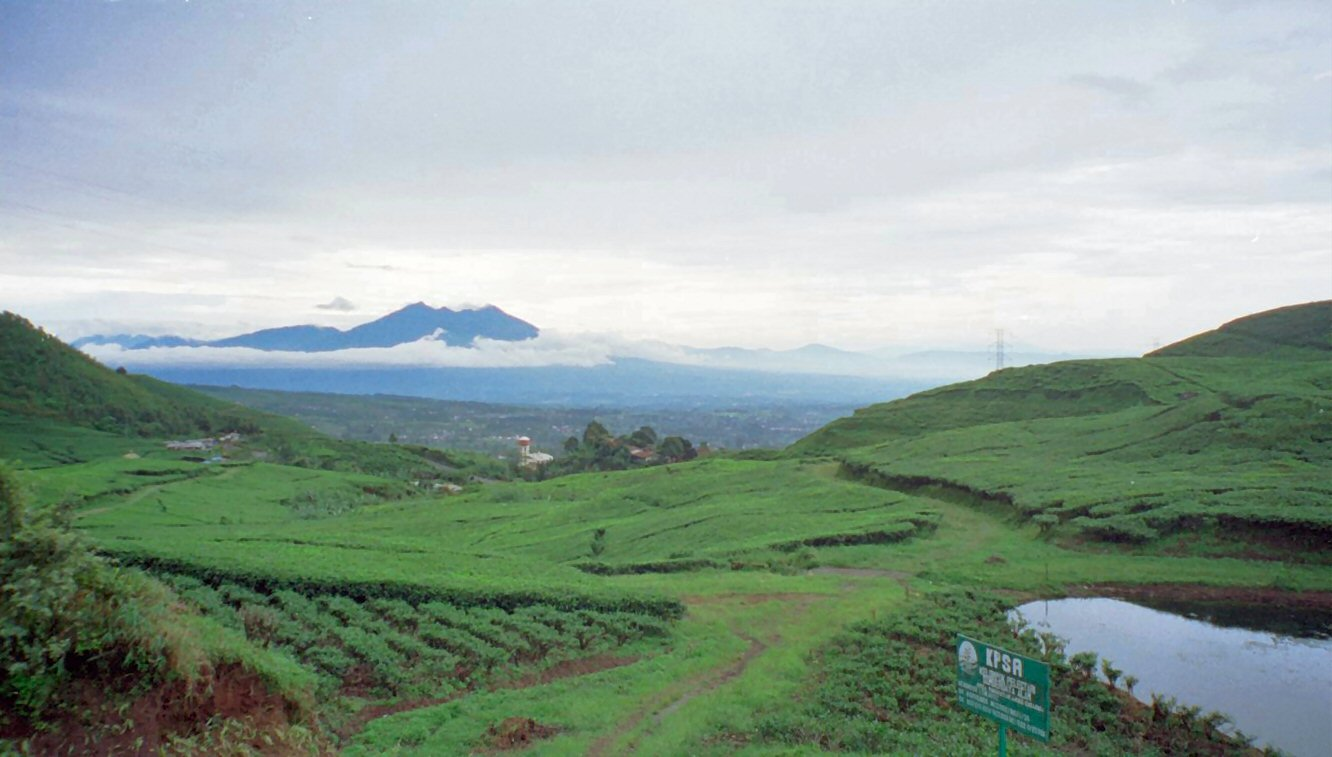
Cultivo del té en los alrededores de Bogor, Java.

En 1823 siendo director C.L. Blume que lo fue desde 1822 a 1826 se publicó el primer catálogo de plantas, contando 914 especies. Un de los hechos más importantes de este jardín ocurrió cuando en 1826 llegaron desde Japón mandadas por Philipp Franz von Siebold (médico y botánico que trabajaba para la Compañía de las Indias Orientales en Deshima), unas pocas semillas germinativas, sin que lo supiran los japoneses, de la planta del té, planta cuyo comercio estaba controlado estrictamente en exclusividad por Japón. El éxito de la propagación y su cultivo fue tal, que en 1833, Java albergaba ya más de medio millón de plantas de té.
En 1830 fue nombrado Johannes Elías Teysmann, como el director-conservador de Buitenzorg puesto que ocuparía por más de 50 años, y con la ayuda de su asistente Justus Karl Hasskarl desarrollaría y organizaría el jardín por familias taxonomícas. Hasskarl también le propuso comenzar una biblioteca, proyecto que se plasmó con su apertura en 1842 como la "Bibliotheca Bogoriensis", y la construcción de un edificio para el "Herbarium Bogoriense", que se abrió en 1844. 
En 1844 escribió el segundo catálogo de plantas, en el que se listó más de 2800 especies. Durante muchos años Teysmann trajo miles de plantas a Bogor de sus viajes por el Archipiélago. El árbol de fuego, Delonix regia (Leg.) que actualmente se encuentra por toda Indonesia fue introducido en 1848 por Teysmann desde Singapur. 

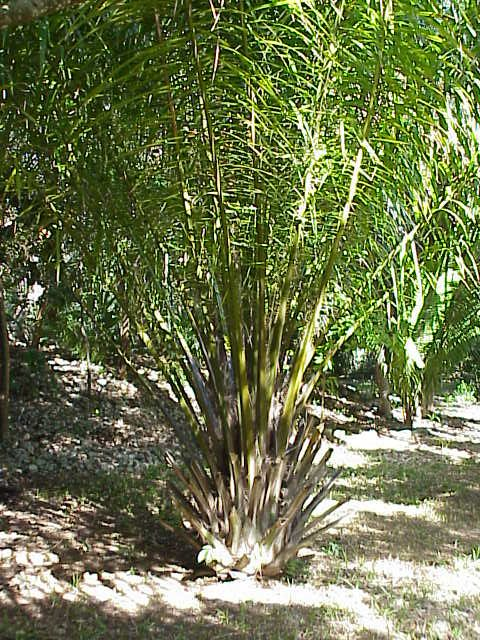
Palma de aceite (Elaeis guineensis).

En 1848 el jardín recibió 4 semillas de la palma de aceite Elaeis guineensis familia (Arecaceae), procedentes del Hortus Botanicus de Ámsterdam que a su vez procedían de dos palmas de aceite en maceta llevadas a Ámsterdam por la (VOC) desde Isla Mauricio, una isla del Océano Índico, que produjeron semillas después de seis años, y estas fueron propagadas a través de todo el Sureste de Asia. Estos fueron los primeros especímenes introducidos en Indonesia y a partir de aquí se extendió su cultivo por todo el archipiélago y por todo el Sureste de Asia, convirtiéndose la Palma de aceite en un bien económico de primordial importancia como fuente de alimento, y de fibras para cuerdas, escobas o esteras.
Teysmann tuvo también un gran acierto en el descubrimiento de la gran importancia de la casava (Manihot esculenta), como una fuente de comida alternativa de primer orden a la cosecha de arroz o cuando las cosechas fallaban. Originalmente se encontraba en Batam, fuera de Sumatra, creciendo como planta de linderos de terrenos. Actualmente crece por toda Indonesia, siendo el tubérculo una fuente de alimento consumido en una gran variedad de formas, las hojas que contienen cianida son consumibles solamente si se cocinan. 

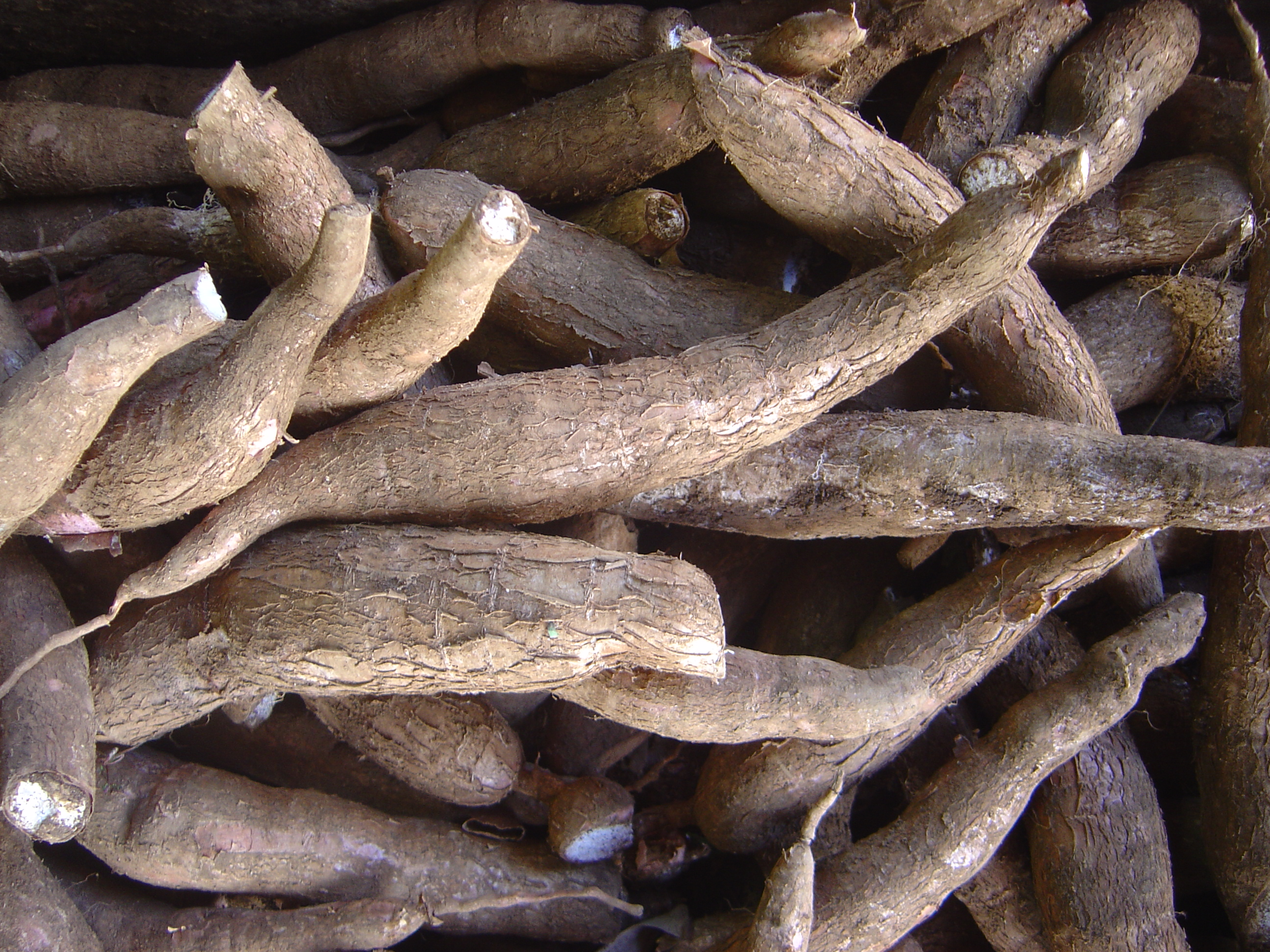
Raíces de "Casava" Manihot esculenta.

Entre 1852 y 1854 el jardín jugó un importante papel en la introducción de la quinina en Java, extracto de la corteza del árbol de la quina de diferentes especies del género Cinchona de la familia Rubiaceae. Estos árboles que crecen en las tierras del Perú entonces bajo la Corona española estaban controlados estrictamente para mantener la exclusividad de su comercialización en todo el mundo, sin embargo un hombre de la Compañía Neerlandesa de las Indias Orientales, logró sacar unas semillas que llegaron a Borog cultivándose en el jardín pudieron empezar a desarrollarse los árboles. 
A partir del jardín botánico de Buitenzorg se expandieron los árboles de la quina por jardines botánicos de todo el mundo, así en 1873 estando en el Jardín Botánico de Coímbra como jerente "Júlio Henriques" consiguió del Jardín Botánico de Buitenzorg, semillas de especies del género Cinchona, para combatir el paludismo que en esa época, en Portugal y los territorios ultramarinos, diezmaba las poblaciones. 
"R.H.C.C. Scheffer", fue el tercer director del jardín desde 1869 a 1880, estuvo muy interesado en el desarrollo de la agricultura y la utilización del jardín como una herramienta de investigación. Desde aquí se expandieron por todo el país, cultivos de plantas como el Eucalipto australiano, la coca de Java, tabaco, maíz, y el café liberiano.
En 1880, fue el director "Dr. Melchior Treub", en los siguientes 30 años enfocó las investigaciones de las instituciones asociadas al jardín botánico, en las enfermedades que amenazaban a las plantas de interés económico, tal como la enfermedad de la hoja del café, causada por un hongo parásito así como la enfermedad que afectaba a la caña de azúcar. En 1892 aumentó el tamaño del jardín a 60 hectáreas con el terreno de una isla entre los dos brazos del río Ciliwung. 
En el periodo de 1905 y 1945 con Indonesia revuelta en su camino hacia la independencia, dos guerras, y una crisis económica mundial, sin embargo el jardín botánico tuvo pocas dificultades económicas debido a la fuerte posición económica de las Indias Orientales Neerlandesas, y pudo seguir su labor con la apertura del laboratorio Treub en 1914. Con la recesión de 1930 bajó el presupuesto y la plantilla de investigadores. En 1945, las tropas japonesas entran en Bogor y las autoridades japonesas se hacen cargo del Jardín botánico y del Herbario, poniendo al frente a dos botánicos japoneses, que fueron los que evitaron un desastre irreparable pues las tropas querían cortar los árboles para hacer madera.
Los neerlandeses volvieron a retomar la dirección de 1945 a 1949. Cuando Indonesia, alcanzó la independencia, se hizo cargo de la dirección del Jardín botánico, cambiándole el nombre que desde entonces sería "Kebun Raya" (Gran Jardín), y "Kusnoto Setyodiworjo" sería el primer indonesio director-conservador. Debido a la inestabilidad del país siguieron años de penurias de medios y de investigadores. 
En 1962 el jardín entró a formar parte del "Lembaga Biologi Nasional" (LBN) (Instituto Biológico Nacional), siendo designado su director, "Otto Soemarwoto" en 1964, durante su mandato pomovió la investigación pura, y enfocó al jardín como una institución de investigaciones biológicas tropicales, lo que en definitiva trajo una amplia gama de beneficios para la agricultura, la industria farmacéutica y el cuidado de la salud. 
En 1978 se fundó el Kebun Botani Serpong (Jardín Botánico de Serpong), un complejo 350 hectáreas el pueblo de Serpong, unos 30 kilómetros al norte de Bogor. Aquí es donde se está investigando en la mejora de muchas especies frutales, tal como el naranjo, el rambután, guayaba, mangostán, aguacate, mango y durián. Desde 1983, el "Kebun Raya", es por una orden ministerial el administrador directo de este Jardín botánico. 

## Directores del jardín botánico
- 1817-1822 : Caspar Georg Carl Reinwardt (1773-1854).
- 1823-1826 : Carl Ludwig Blume (1789-1862).
- 1830-1869 : Johannes Elias Teijsmann (1808-1882).
- 1869-1880 : Rudolph Herman Christiaan Carel Scheffer (1844-1880).
- 1880-1910 : Melchior Treub (1851-1910).
- 1918-1932 : Willem Marius Docters van Leeuwen (1880-1960).
- 1932-1943 : Hermann Ernst Wolff von Wülfing (1891-1945).
- 1943-1945 : Takenosin Nakai (1882-1952).
- 1948-1951 : Dirk Fok van Slooten (1891-1953).

## Colecciones
Las plantas que alberga el « Kebun Raya Bogor », son en su mayoría pertenecientes a las siguientes familias :
- Arecaceae,
- Orchidaceae,
- Dipterocarpaceae,
- Palmae,
- Frutas tropicales,
- Musaceae,
- Dioscoreaceae.

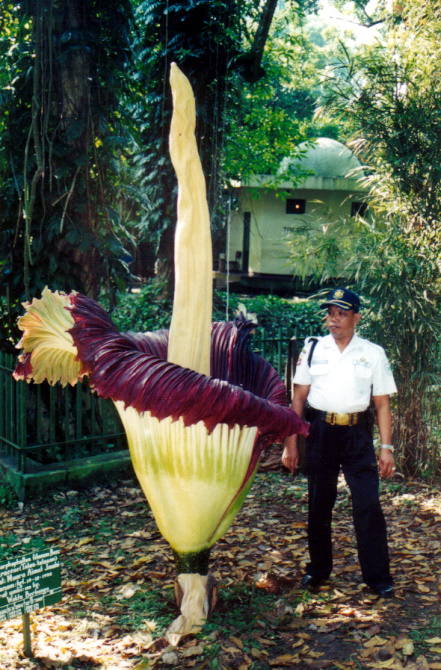
Amorphophallus titanum en el « kebun Raya Bogor ».

Además alberga una extensa colección de especies de árboles tropicales maderables, la mayoría procedentes de orígenes inciertos, con especies de Burseraceae, Dipterocarpaceae, Leguminosae, Meliaceae. 

## Equipamientos
- Herbario
- Index Seminum

### La casa de las Orquídeas
Este edificio fue ampliado en 1977 gracias a la ayuda financiera de la mujer del presidente "Ibu Siti Hartinah Soeharto". En la colección actual tiene los ejemplares de las colecciones anteriores a 1985, donde había pocos representantes de orquídeas autóctonas de las islas Indonesias y a partir de este año se hicieron viajes de recolecta de ejemplares salvajes por todas las islas, lo que ha aumentado considerablemente la colección, lo que la hace ser una colección invalorable, que se muestra al público solamente con un permiso especial. 

### Puslitbang Biolgi
En la década de 1980, el Instituto Nacional de Biología (LBN) se reorganizó y se escindió entre el "Centro de Investigación y Desarrollo de Biología" (Puslitbang Biolgi) y el jardín mismo. En 1990, "Soetikno Wirjoatmodjo" estaba al frente del Puslitbang Biologi y "Suhirman" al frente del jardín.

## Actividades
- Programa de plantas medicinales
- Programas de conservación Ex Situ.
- Programas de Ecología
- Programas de conservación de Ecosistemas
- Programas Educativos
- Etnobotánica
- Exploración
- Florística
- Horticultura
- Estudios de Sistemática y Taxonomía
- Sociedad de amigos del botánico